# مجمع ملی پاکستان
مجمع ملی پاکستان (اردو: قومی اسمبلئ پاکستان) مجلس سفلای مجلس شورای پاکستان است که دارای یک مجلس اعلا نیز هست.